# Dennis Smelt
Dennis Smelt (* 23. November 1763 im Essex County, Colony of Virginia; † 22. Oktober 1818 in Augusta, Georgia) war ein US-amerikanischer Politiker. Zwischen 1806 und 1811 vertrat er den Bundesstaat Georgia im US-Repräsentantenhaus.

## Werdegang
Dennis Smelt besuchte das College of William & Mary und nahm dann trotz seiner Jugend am Unabhängigkeitskrieg teil. Allerdings ist nicht bekannt, welche Funktion er während des Krieges ausübte. Später studierte er in England Medizin. Nach seiner Zulassung als Arzt begann er in Augusta in seinem neuen Beruf zu arbeiten. Außerdem betrieb er medizinische Forschungen auf dem Gebiet der Infektionskrankheiten. Smelt war auch der Gründer einer der ersten Kirchen in Augusta.
Zwischen 1800 und 1811 war Smelt Kurator der University of Georgia. Politisch war er eine der führenden Persönlichkeiten, die in Opposition zur Föderalistischen Partei standen. Er schloss sich der von Präsident Thomas Jefferson gegründeten Demokratisch-Republikanischen Partei an und war einer von deren Gründern auf Staatsebene in Georgia. Bei den Präsidentschaftswahlen des Jahres 1800 war er Wahlmann seiner Partei.
Nach dem Rücktritt des Abgeordneten Joseph Bryan wurde Smelt bei der fälligen Nachwahl für den dritten Sitz von Georgia als dessen Nachfolger in das US-Repräsentantenhaus in Washington, D.C. gewählt. Dort trat er am 1. September 1806 sein neues Mandat an. Nach zwei Wiederwahlen konnte er bis zum 3. März 1811 im Kongress verbleiben. Im Jahr 1810 verzichtete Smelt auf eine weitere Kandidatur. Nach seinem Ausscheiden aus dem US-Repräsentantenhaus arbeitete er wieder als Arzt. Er starb am 22. Oktober 1818 in Augusta und wurde dort auch beigesetzt. Dennis Smelt war mit Mary Cooper Smelt (1778–1858) verheiratet; das Paar hatte eine Tochter.